# Thunderdell

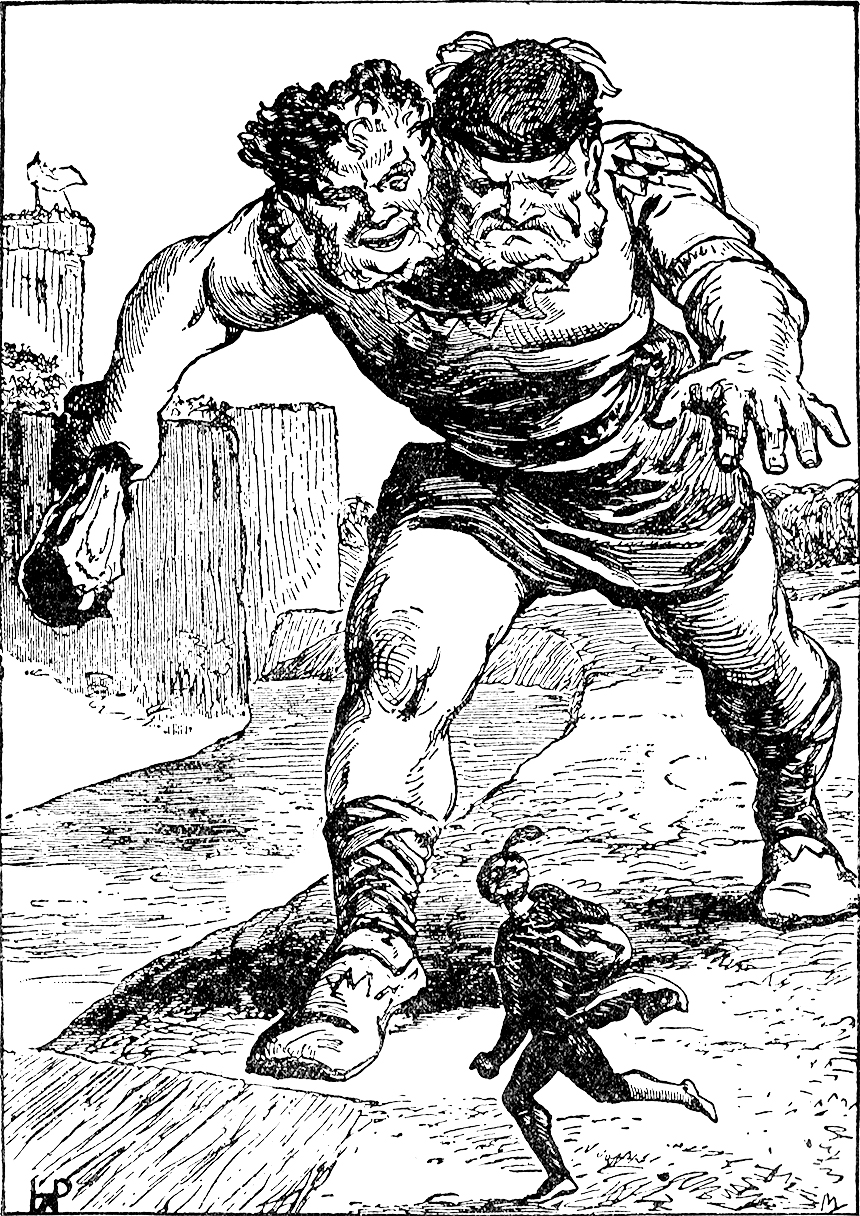
Ilustración de Mother Fairy-Tales.

Thunderdell, Thunderdel, Thunderel, Thundrel, Thunderdale o Thunderbore era un gigante de dos cabezas que habitaba en Cornualles asesinado por Jack el Matagigantes en las historias de Tabart y otros.
La Enciclopedia de Monstruos (Nueva York: Facts on File, 1989) de Jeff Rovin  escribe Thunderel en lugar de Thunderdell, y después de describirlo, procede a contar la historia básica de Las habichuelas mágicas sin ninguna otra mención de "Thunderel", a pesar de ser el título de la entrada. A continuación, hace referencia a Gourmaillon, otro gigante oriundo de Cornualles.

## En la cultura popular
Thunderdell es el Monster in My Pocket #98.
En la miniserie de Jack and the Beanstalk: The Real Story del 2001, dirigida por Brian Henson, se cuenta como Thunderdell (traducido como Centellardo) es asesinado por Jack, después de abusar de la confianza del gigante y robar no solo sus tesoros, sino la fuente vital del mundo de los gigantes. Es interpretado por Bill Barretta.